# Groene piste

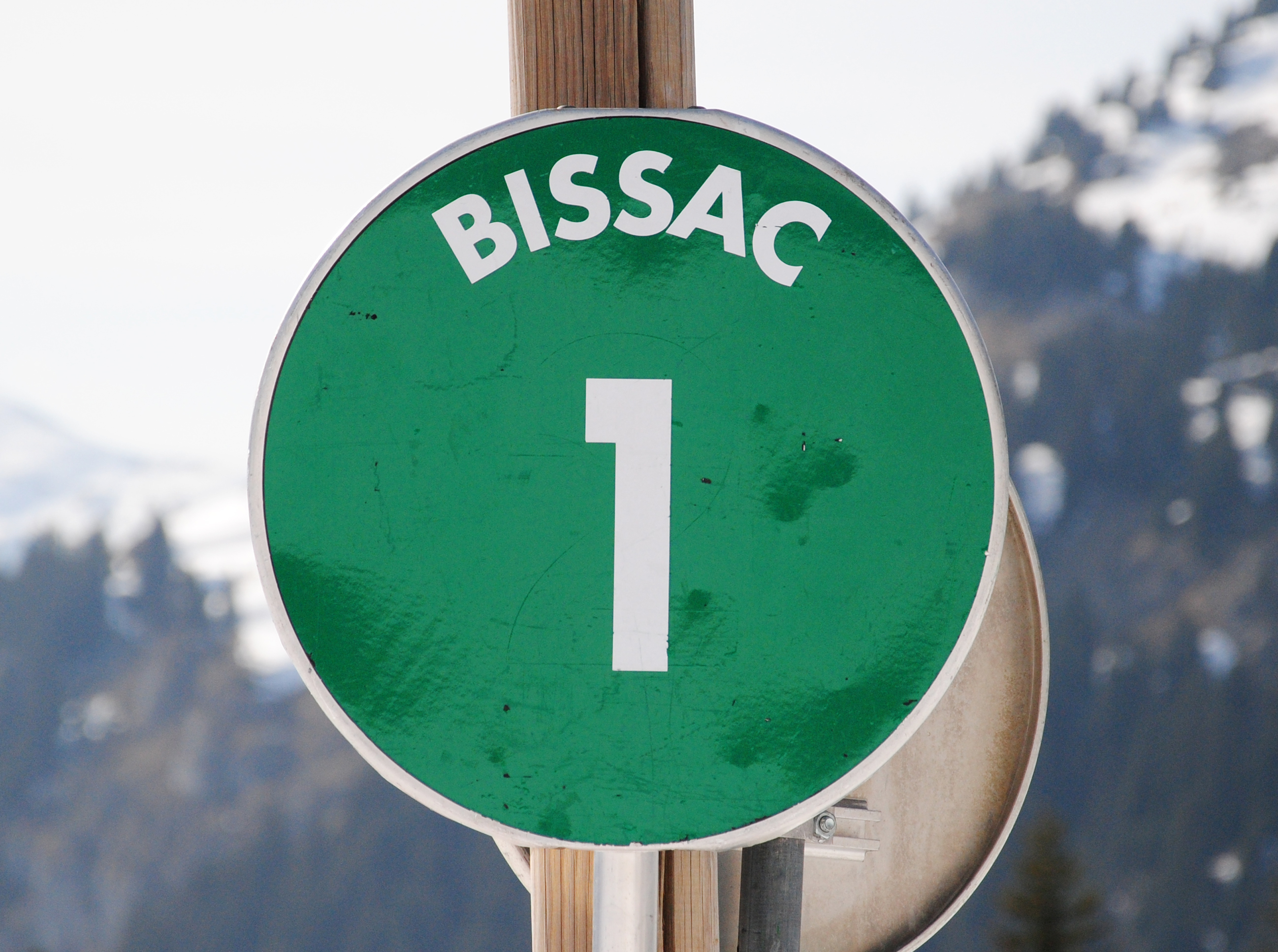
Markering van een groene piste in het Franse skigebied Flaine

Een groene piste is een gemakkelijke skipiste in gebieden, geschikt voor beginnende skiërs. Skipistes worden in wintersportgebieden met een bepaalde kleur aangeduid om de moeilijkheidsgraad van de afdaling aan te geven. Een groene piste is aan de groene borden te herkennen langs de piste, die op overzichtelijke afstand van elkaar zijn geplaatst.
Een groene piste is gemakkelijker dan een blauwe, rode en zwarte piste. Groene pistes worden niet in alle landen gebruikt, zo is in Oostenrijk de blauwe piste de gemakkelijkste piste. In sommige skigebieden zijn er ook babypistes of witte pistes, die gemakkelijker zijn dan de groene. Groene pistes komen ook in Noord-Amerika voor en worden er met een groene cirkel aangeduid.
witte of babypiste · 
groene piste · 
blauwe piste · 
rode piste · 
zwarte piste

Zie ook: piste-onderhoudsmachine · 
pistenbully · 
sneeuwkanon · 
veiligheidsmaatregelen · 
verkeersregels